# Rempart gallo-romain de Bourges
Le rempart gallo-romain de Bourges est une fortification monumentale antique de la ville de Bourges, commune située dans le département du Cher, en région Centre-Val de Loire.
Cette enceinte gallo-romaine, construite au cours de l'Antiquité tardive vers le milieu du IVe siècle apr. J.-C., enserre un complexe urbain se développant sur une surface d'environ 25 ha. Les pierres constituant ses structures sont en grande partie issues d'édifices plus anciens. Le rempart gallo-romain de Bourges dispose d'une quarantaine de tours fortifiées séparées par des courtines aux fondations et aux soubassements larges.
L'enceinte fortifiée est remplacée par une autre muraille au cours du XIIe siècle. Fouillée à partir du milieu du XIXe siècle, elle bénéficie de 4 classements au titre de monument historique entre 1882 et 1964 et fait l'objet d'un inventaire en 1996.

## Localisation
Le rempart est construit à proximité du fossé entourant l'ancien oppidum d'Avaricum. Les parties de la muraille gallo-romaines demeurées visibles, sont essentiellement localisées au niveau de la rue des Trois Maillets, au 9, rue Molière, et le long de la promenade dite des remparts, au sein du cœur historique de Bourges,.
| - OpenStreetMap Géocalisation des remparts gallo-romains de Bourges (ici, en rouge). - OpenStreetMapEnvironnement géographique de la commune de Bourges. |

## Histoire
Bien que des historiens aient antérieurement estimé que la muraille défensive aurait été construite entre le IIIe  et le  IVe siècle apr. J.-C., cet ensemble de fortifications antiques, en raison du mobilier mis en évidence sur le site de Bourges, a probablement été érigé vers le milieu du IVe siècle apr. J.-C., au cours du Bas Empire,,.
Le contexte dans lequel cette muraille a été construite est celui d'un important remaniement de l'aire urbaine visant à redéfinir le plan et la parure monumentale de la cité antique se déployant alors sur une superficie totale d'environ 25 ha,. En outre, l'érection de cette enceinte monumentale pourrait être également une réponse aux grandes invasions du IVe siècle apr. J.-C., l'ouvrage défensif permettant alors de protéger la ville antique.
À cette époque, la parure monumentale de la capitale berrichonne s'accroît également d'un portique, d'un mur de soutènement et d'un vaste réseau de galeries.

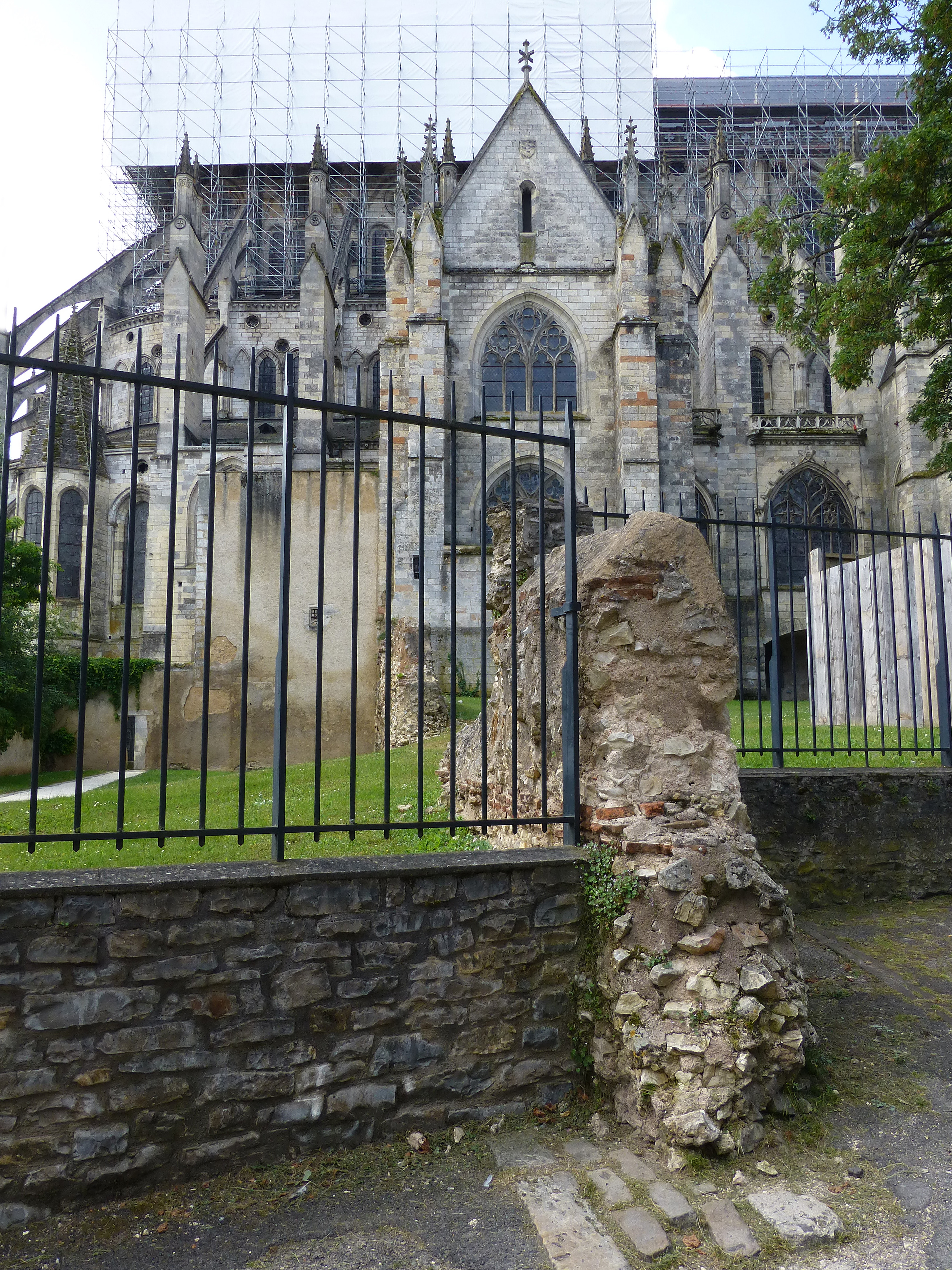
Vestiges du rempart à proximité de la cathédrale.

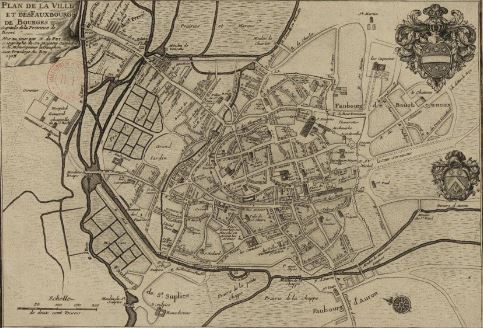
Plan général de Bourges.

L'utilisation de l'ancienne muraille antique cesse à partir du XIIe siècle quand elle se trouve remplacée par un second mur d'enceinte dans les années 1160. Dès la fin des années 1180, sous le règne de Philippe Auguste, ses structures sont progressivement et entièrement remaniées et/ou arasées,. Certaines de ses portions font l'objet d'une spolia, servant dès lors d'assises à de nouveaux monuments situés dans le cœur historique de Bourges tels que la cathédrale Saint-Étienne, le palais ducal du Berry, ou encore le palais Jacques-Cœur.
Postérieurement à une découverte fortuite au sein des caves de palais ducal de Bourges, les premières fouilles du site sont entreprises vers le milieu du XIXe siècle par l'archéologue Jules Dumoutet.
Au cours des années 1980, le site gallo-romain, après avoir fait l'objet de nombreuses prospections archéologiques, est transformé en promenade publique. Cette transformation, réalisée en parallèle d'importants travaux de restauration, permet à la commune, alors propriétaire des lieux, de sauvegarder les vestiges.

## Description

### Vue d'ensemble

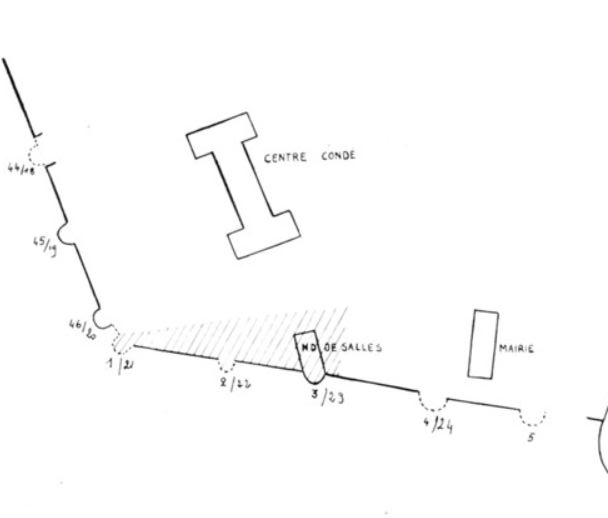
Restitution partielle du plan au sol.

Lors de sa mise en place, la muraille gallo-romaine, qui ceinture l'ensemble de cet espace urbain, est percée de 3 portes. Ces trois accès monumentaux correspondent aux actuelles porte de Lyon, située au sud ; à la porte de Gordaine, positionnée du côté est ; ainsi qu'à la porte d'Auron, implantée à l'ouest,,. À ces trois points d'accès a été ultérieurement adjointe la « porte Neuve », également connue sous le nom « porte de Saint-André ». Ce 4e accès monumental est percé au niveau de la partie nord du rempart,.
L'ensemble de la construction défensive de Bourges, dont le plan se présente sous la forme d'une ellipse, se développe sur une longueur totale estimé entre 2 100 et 2,5 km. Ces courtines sont séparées par près de 50 tours fortifiées.
Le parement de cette structure fortifiée est constituée d'un appareillage de moellons en calcaire taillés sous la forme de cubes et alternant avec des rangées de briques. Les soubassements reposent sur des fondations massives dont les blocs de pierre taillée, non-liées les uns aux autres, se sont révélés être des remplois issus d'autres bâtiments précédemment édifiés au cours du Ier siècle apr. J.-C., tel qu'un complexe monumental public à double parois d'élévation,,,,. À cet égard, des bas-reliefs, attribués au haut empire, sont encore visibles à la surface de quelques-uns de ces blocs destinés aux fondations de la muraille. Toutefois, la manière dont ces éléments architecturaux ont été agencés montre que cette réutilisation a été soigneusement exécutée,. Les fondations ont été encastrées dans le sol jusqu'à une profondeur équivalente à 6 m. Les soubassements des courtines se déploient sur une largeur variant entre 6 et 8 m.
En outre le rempart antique possède la particularité de ne pas être doublé ou entouré d'un fossé d'enceinte.

### Tours

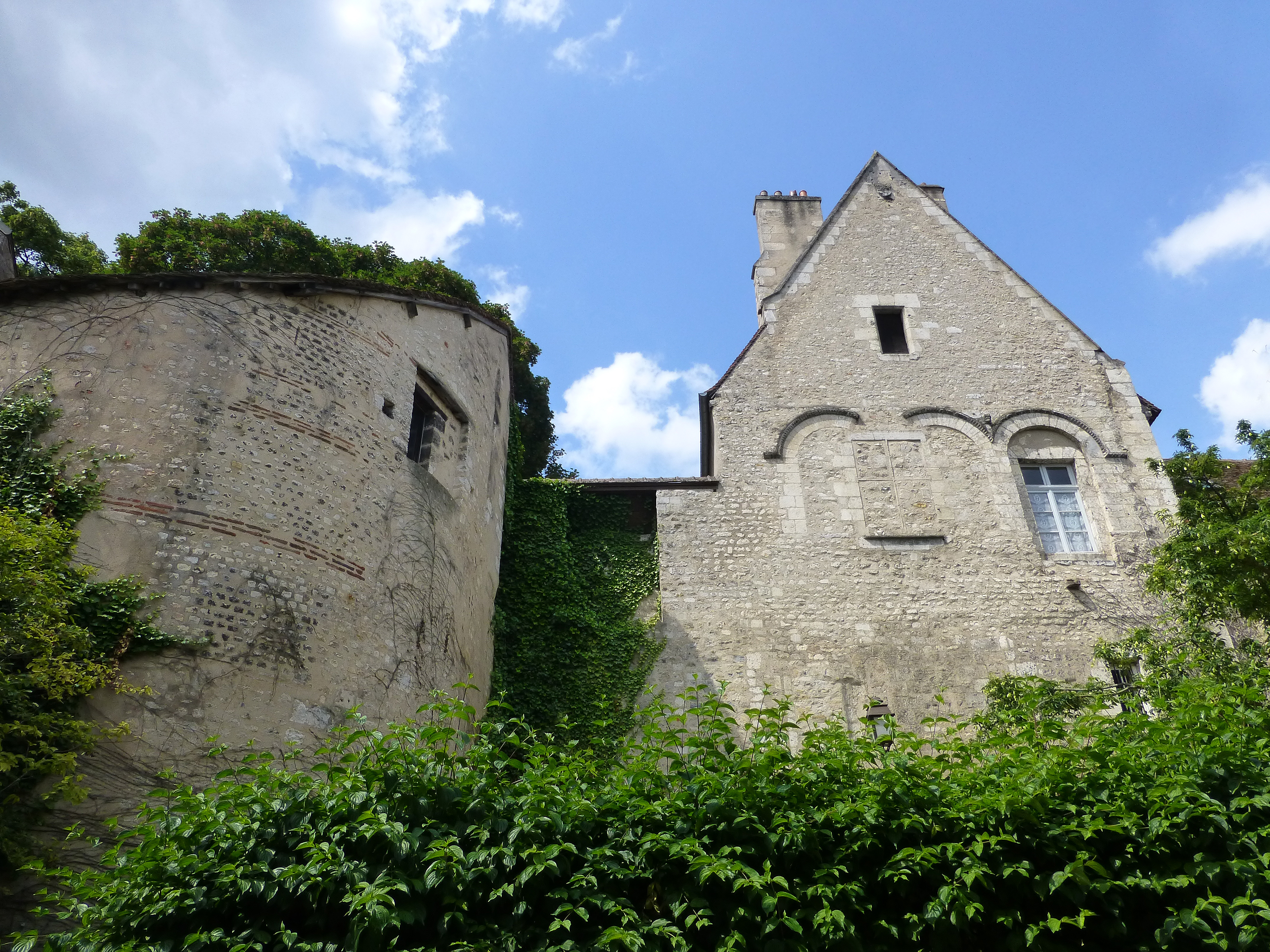
Tour fortifiée appartenant à l'enceinte.

Les tours, larges de 10 à 10,50 m, font corps avec les courtines, sans que celles-ci viennent constituer une saillie interne. Les niveaux inférieurs, dont l'espace interne mesure 5 m de diamètre, ne disposent d'aucun élément d'huisserie. À contrario, le niveau supérieur de chaque tour dispose d'une fenêtre d'une hauteur de 2 m et d'une largeur de 1 m. Chaque étage est surplombé d'un plafond voûté supporté par des croisées d'ogives. Les planchers séparant ces niveaux pourraient être conçus en bois. Aucun indice matériel encore visible, ou mis au jour, ne permet de préciser et de caractériser l'architecture des sommets et ni leurs éléments défensifs — autrement dit les merlons, créneaux et parapets —.

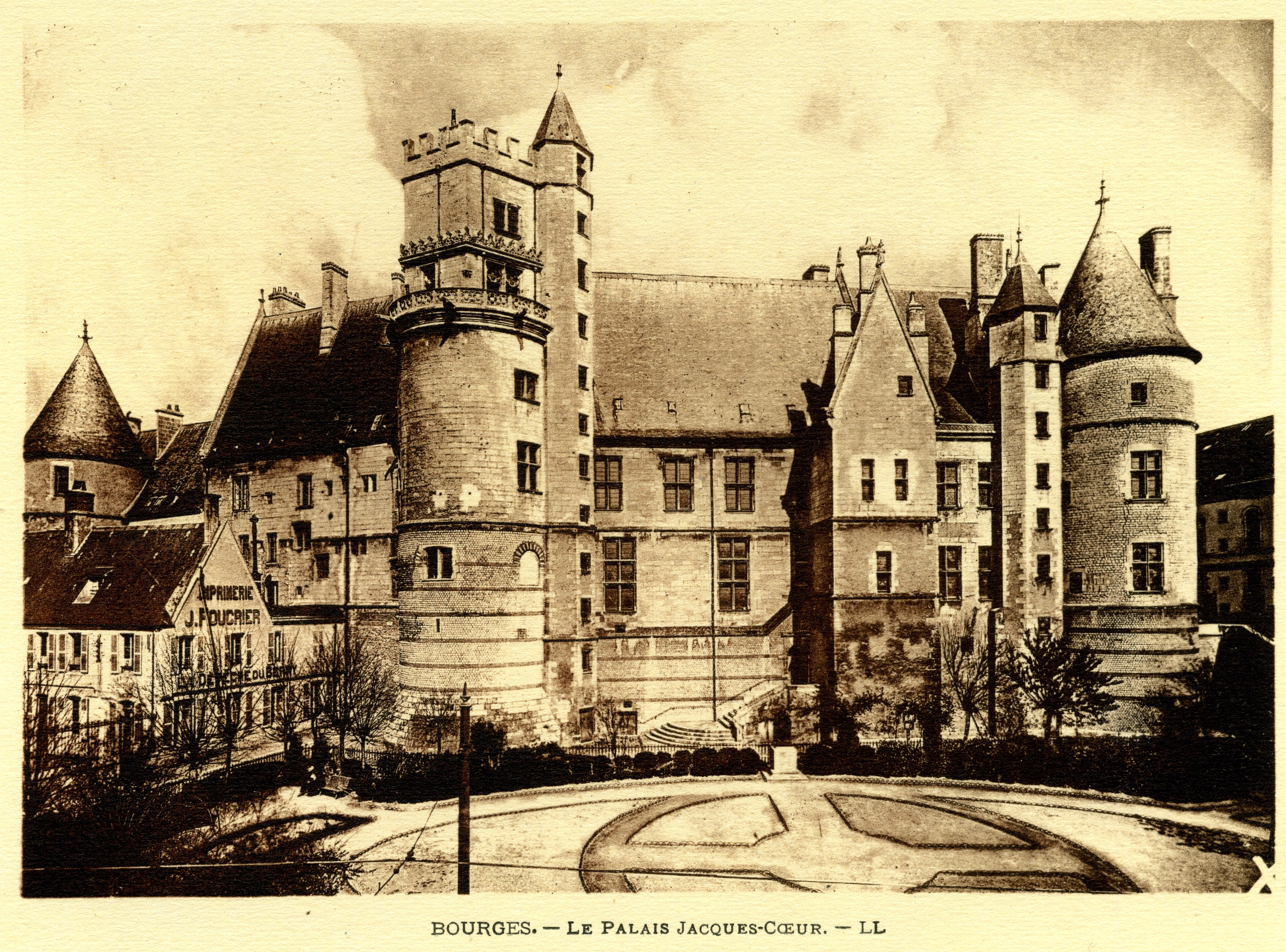
Façade du palais Jacques-Cœur construite au-dessus du rempart gallo-romain

L'une des tours, qui se situe au niveau de la « rue Moyenne » et surplombe les jardins de l'hôtel de ville, dispose d'un plan au sol semi-circulaire. Au cours du Moyen-Âge, cette élévation fortifiée a été réemployée comme abside d'une église.
La tour répertoriée sous le numéro d'inventaire « 44/18 », est construite en grand appareillage dont les pierres, pour certaines ouvragées, sont issues de structures plus anciennes. Elle a fait l'objet d'une destruction vers la fin du XVIIe siècle.

### Courtines

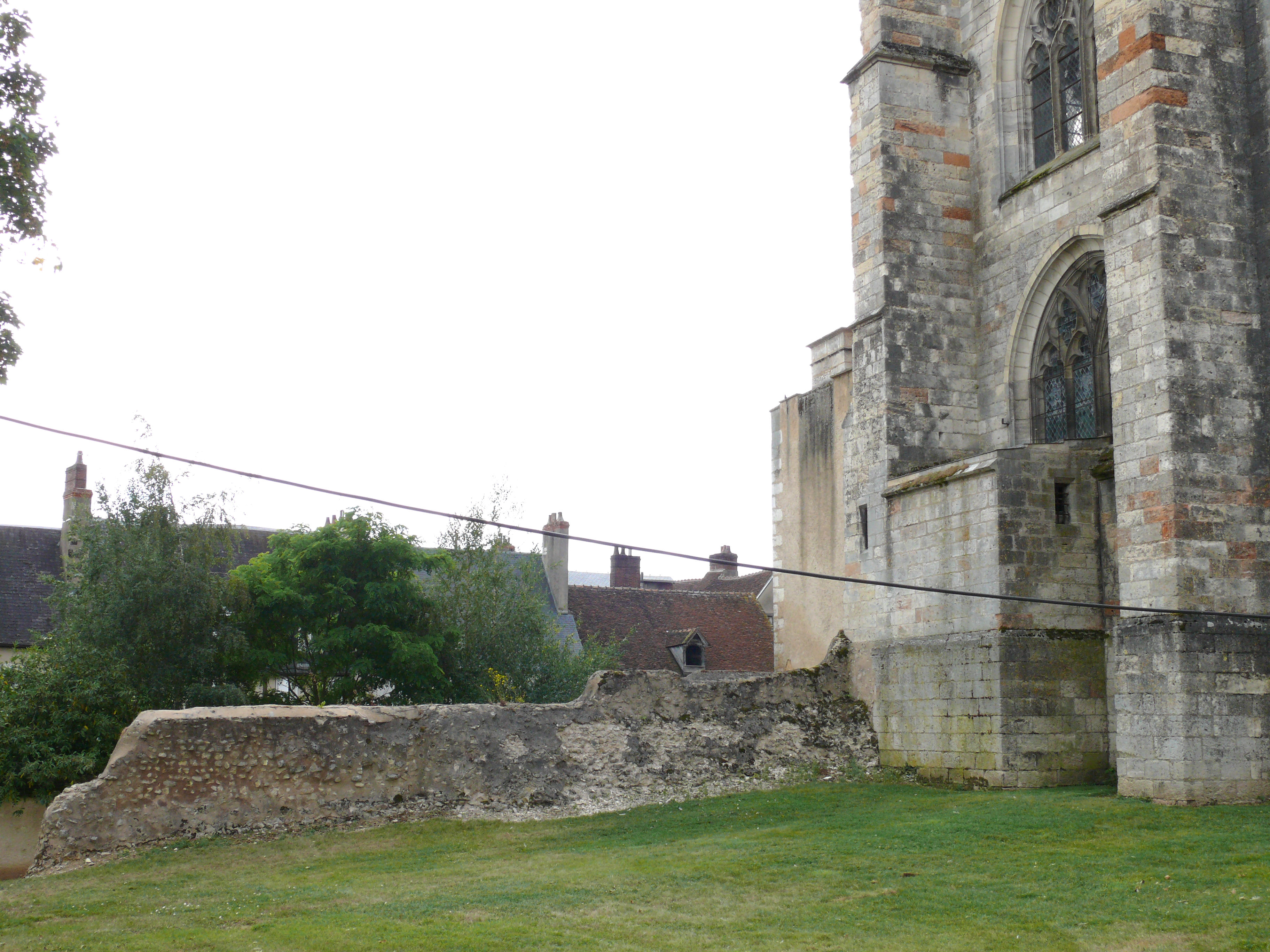
Vestige d'une courtine.

Chacun des pans de murs fortifiés évolue sur une longueur de 20 toises, soit l'équivalent d'environ 40 m.
En 1974, au sein de la courtine située au niveau de la rue des 3 Maillets, un panneau mural, attribué au Ier siècle apr. J.-C. (Haut Empire), a été mis en évidence sous forme fragmentée et répartis en 4 lots. Le réassemblage des pièces constituant cette fresque antique, apposées sur un support de 121,5 cm de long sur 107,5 cm de large, a laissé apparaître un personnage, probablement Dionysos, entouré de thyrses et de plusieurs objets symboliques, tel qu'un calice, le tout agrémenté de motifs végétalistes sur fond monochrome.
Au XIIe siècle, alors que l'archevêque Pierre de La Châtre fait construire le palais épiscopal de Bourges, la courtine encadrée par les tours no 4 et 5 est détruite pour être remplacée par une structure appareillée et consolidée au moyen de contreforts à courte saillie. Ces renforts de maçonnerie sont joints au niveau de leurs parties supérieures par de petits arcs en plein cintre. Lors de cette démolition, les soubassements de la courtine gallo-romaine ont été néanmoins conservés.

### Parements internes et externes
Les plans révélant l'architecture générale du parement interne de l'enceinte apparaissent sur un dessin exécuté en 1561 par l'enlumineur Joris Hoefnagel,. Ce croquis, annoté de plusieurs détails, met en évidence que l'appareil de la face interne est maintenu au moyen d'un chaînage horizontal fait de briques. Ces chaînes de maçonneries peuvent être alternativement au nombre de 3 rangées séparant une rangée de moellons ou 2 rangées s'intercalant avec 2 rangées de moellons.

## Protection et mise en valeur du site

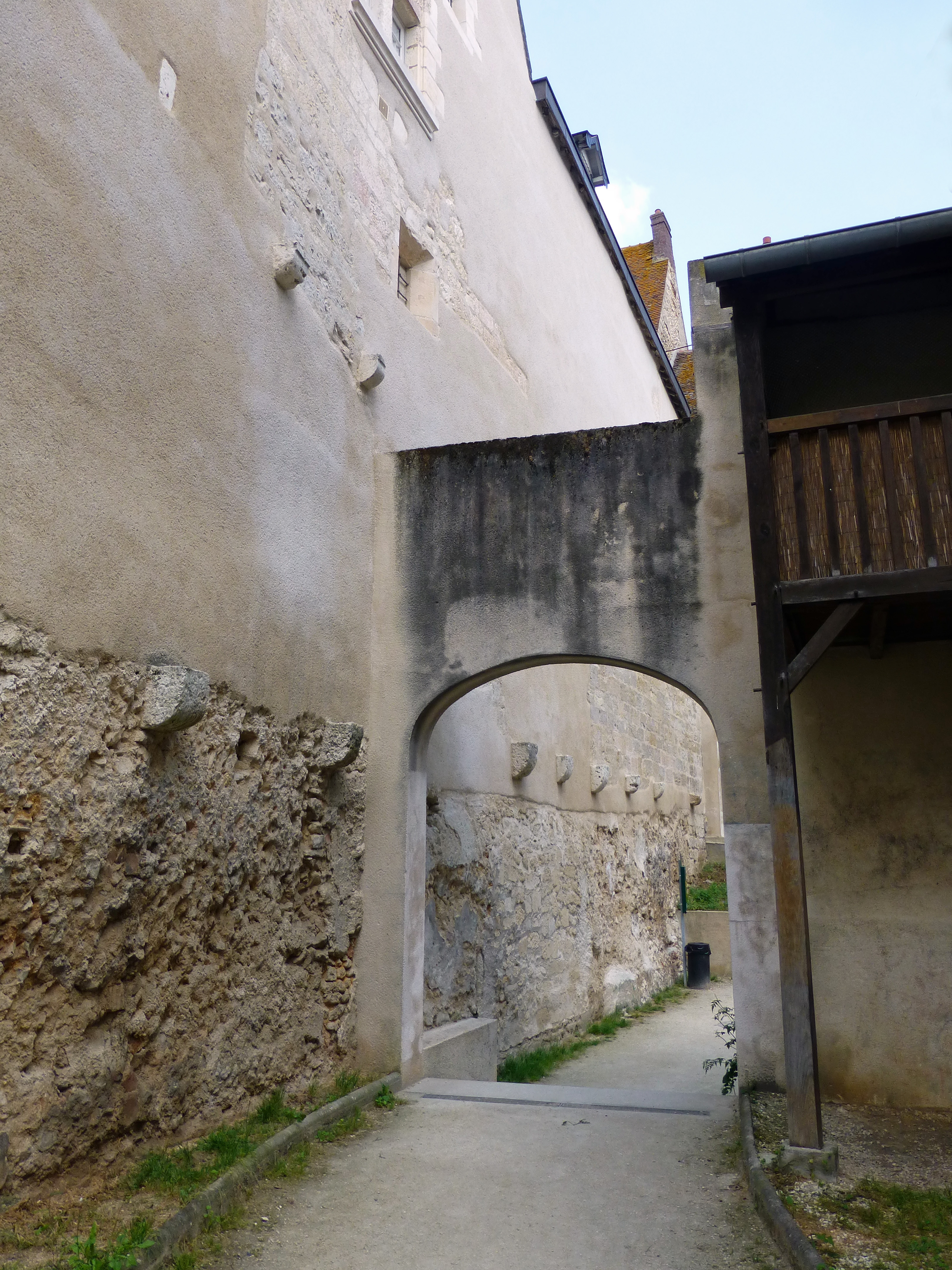
Promenade des remparts.

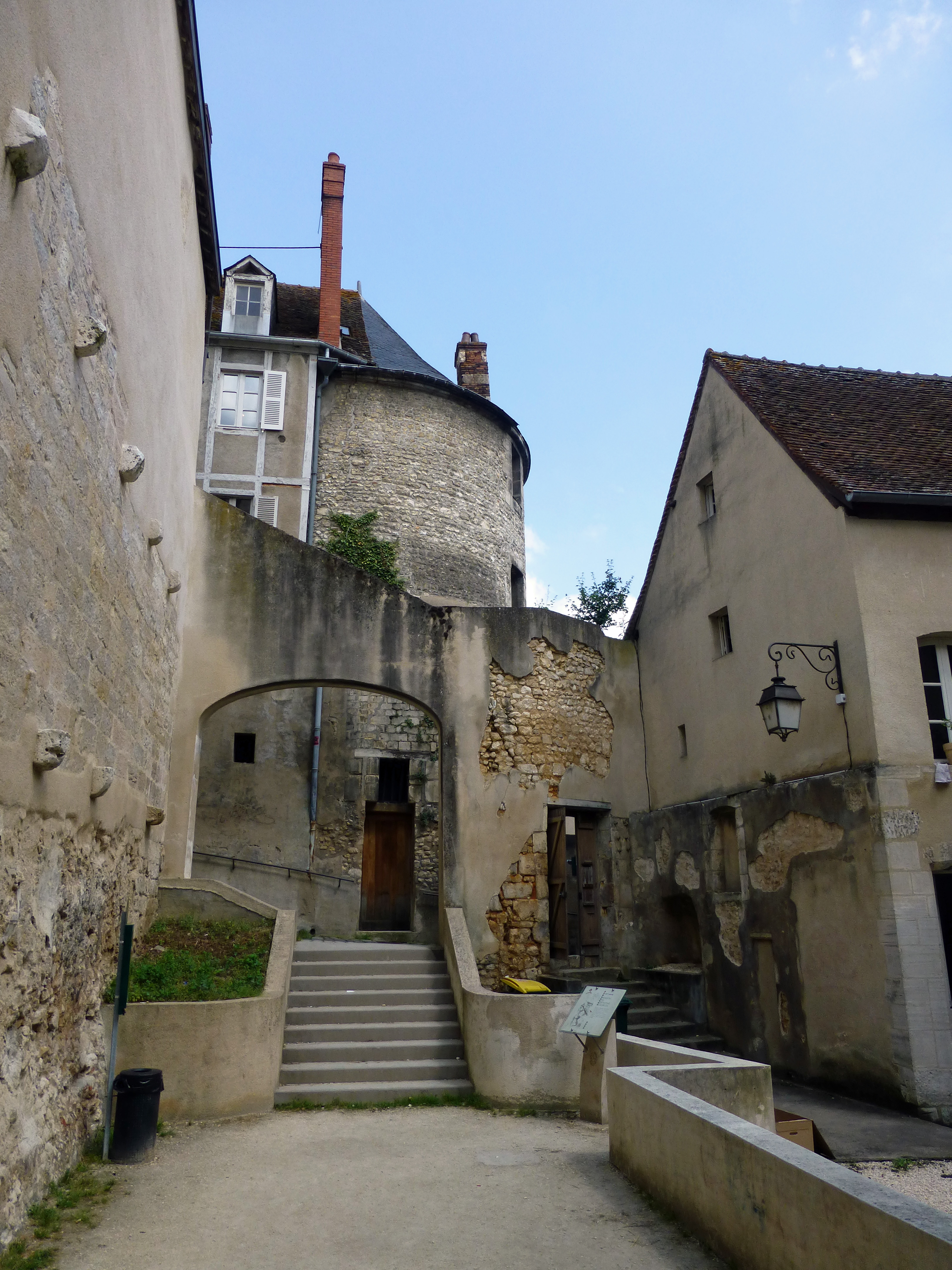
Promenade des remparts.

Une première section de l'enceinte gallo-romaine fait l'objet d'un classement au titre de monument historique, par arrêté ministériel du 7 décembre 1882.
En date du 22 juillet 1914, l'une des tours fortifiées ainsi qu'une section de courtine bénéficient d'un classement.
Le 30 septembre 1935, d'autres éléments de la structure défensive, notamment des soubassements et un chapiteau associé à une section formant un arc d'accès sont classés au titre de monuments historiques.
Le 1er décembre 1964, les ruines du rempart implantées dans sous-sol de la cave du presbytère font l'objet d'un classement.
Enfin, au 7 février 1996, des portions de la muraille antique comprenant une courtine localisée sur la partie nord de la cathédrale Saint-Étienne, ainsi qu'une seconde à l'arrière de l'Hôtel de Ville, sont inscrites à l'inventaire supplémentaire des monuments historiques.